# Wu Quanyou
Wu Quanyou (1834–1902), ou Wu Ch'uan-yu, foi um influente professor e mestre chinês de descendência manchu, de tai chi chuan no final da dinastia Qing.

## Vida como professor
Quando Wu se aposentou das forças armadas, ele montou uma escola em Pequim. A escola foi bem sucedida e havia muitos que estudavam com ele, que era popularmente conhecido como Quan Sanye (全三爺).
O filho de Wu, Wu Chien-ch'uan (1870-1942) também se tornou um oficial de cavalaria e professor de tai chi chuan, trabalhando em estreita colaboração com a família Yang, promovendo o que posteriormente veio a ser conhecido como tai chi chuan no estilo Wu nas localidades de Pequim, Xangai e Hong Kong.